# Hậu ấn tượng

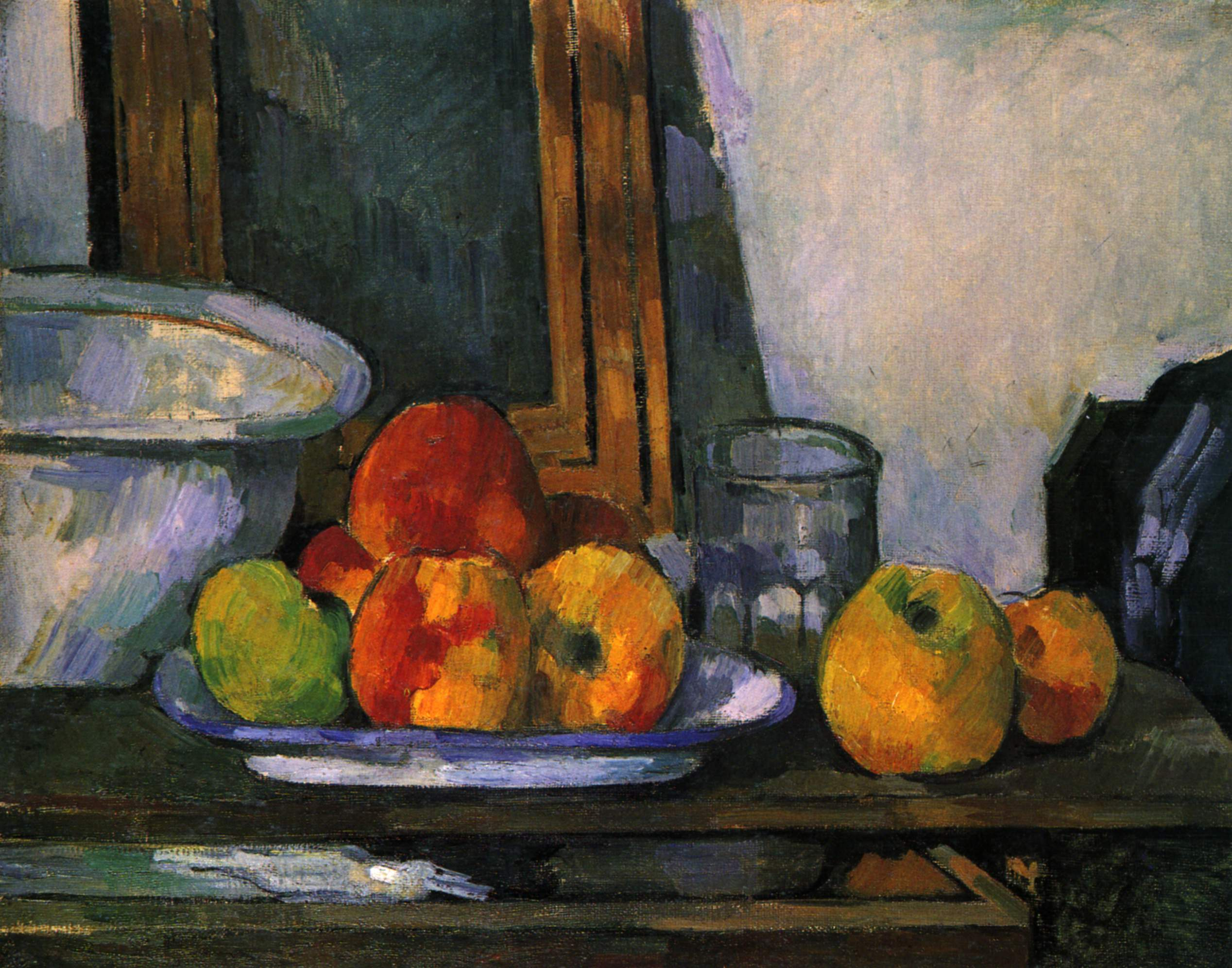
Paul Cézanne, Still Life with an Open Drawer, 1877-1879

Hậu ấn tượng (tiếng Anh: post-impressionism hoặc postimpressionism) là một trường phái nghệ thuật chủ yếu diễn ra tại Pháp, tồn tại trong khoảng giai đoạn 1886 -1905, bắt đầu từ triển lãm cuối cùng của trường phái Ấn tượng cho tới khi trường phái Dã thú ra đời. 
Trường phái ấn tượng là một bước ngoặt trong hội họa, rũ bỏ những quan niệm từng tồn tại rất nhiều năm ở châu Âu. Từ sau ấn tượng, nhiều nghệ sĩ độc lập tìm tòi sáng tạo và đi theo các hướng khác nhau. Mặc dù họ không có phong cách sáng tác giống nhau, nhưng được gọi chung là hậu ấn tượng. Thuật ngữ này do nhà phê bình người Anh Roger Fry đặt ra chỉ những họa sĩ như Paul Cézanne, Paul Gauguin, Vincent Van Gogh. Nghiên cứu về các họa sĩ này cũng cho thấy sự phát triển của nghệ thuật Pháp thời gian cuối thế kỷ 20.
Các nghệ sĩ hậu ấn tượng từ chối rập khuôn theo chủ nghĩa ấn tượng và từng người tìm cách nổi bật cá tính của mình, có thái độ biểu hiện chủ nghĩa trong hình họa, màu sắc và cách giải quyết đề tài. Đó thực sự làm nên một nghệ thuật mới với những tuyên ngôn thẩm mĩ khác, không giống với nghệ thuật và kĩ thuật của xu hướng ấn tượng mà họ cùng tham gia trước đó. Ba họa sĩ Paul Cézanne, Paul Gauguin, Vincent Van Gogh với ba phong cách hiện thực đã làm phong phú và đa dạng một thời kỳ ngắn ngủi nhưng vang dội và đầy hấp dẫn của nghệ thuật. Họ báo hiệu cho các trào lưu sẽ nở rộ ở thế kỷ 20.

## Tổng quan
Các họa sĩ Hậu ấn tượng không hài lòng với cách lựa chọn đề tài tầm thường và sự mất mát cấu trúc trong tranh của trường phái Ấn tượng. Georges Seurat và những người ủng hộ ông quan tâm tới trường phái điểm họa: sử dụng các điểm màu một cách có hệ thống. Paul Cézanne bắt tay vào việc phục hồi lại cảm giác về trật tự và cấu trúc trong vẽ tranh, để "giúp cho trường phái Ấn tượng cứng cáp hơn, bền vững hơn, giống như nghệ thuật trong viện bảo tàng". Để đạt được điều này, ông đơn giản hóa hình dáng của vật thể xuống mức cơ bản, trong khi vẫn lưu giữ màu sắc đậm đà của trường phái Ấn tượng. Họa sĩ Ấn tượng Camille Pissarro thử nghiệm với ý tưởng Tân Ấn tượng trong giai đoạn từ giữa thập niên 1880 đến đầu thập niên 1890. Không bằng lòng với cái mà ông gọi là trường phái ấn tượng lãng mạn, ông bèn tiến hành nghiên cứu trường phải điểm họa, gọi đó là trường phái Ấn tượng khoa học. Về cuối đời ông lại quay trở về với trường phái ấn tượng thuần chất hơn. Vincent van Gogh thường sử dụng màu sắc mạnh mẽ và nét vẽ hiển lộ rõ để truyền tải tình cảm cùng trạng trái tâm thần của mình. 
Tuy thường trưng bày tác phẩm cùng nhau, nhưng các họa sĩ Hậu Ấn tượng không thống nhất thành một phong trào. Tuy nhiên, mối quan tâm đến sự hài hòa và sắp đặt cấu trúc phảng phất tính trừu tượng trong các tác phẩm của các họa sĩ Hậu Ấn tượng đã vượt khỏi chủ nghĩa tự nhiên. Các họa sĩ như Seurat áp dụng một phương pháp khoa học tỉ mỉ đối với màu sắc và bố cục. 

## Định nghĩa
Thuật ngữ "Hậu Ấn tượng" (Post-Impressionism) được Roger Fry sử dụng lần đầu năm 1906, và kế đó vào năm 1910, trong tên triển lãm của các họa sĩ hiện đại Pháp: Manet and the Post-Impressionists (Manet và các họa sĩ Hậu Ấn tượng), được Fry tổ chức cho Grafton Galleries tại London. Ba tuần trước khi diễn ra sự kiện, nhà phê bình nghệ thuật Frank Rutter đã dùng thuật ngữ này trong tờ Art News số ra ngày 15 tháng 10 năm 1910, trong bài nhận xét về Salon d'Automne, tại đây ông gọi Othon Friesz là "nhà lãnh đạo của phái Hậu Ấn tượng". 
Phần lớn các họa sĩ trong triển lãm của Fry đều ít tuổi hơn giới họa sĩ Ấn tượng. Fry sau này giải thích: "Để thuận tiện, các nghệ sĩ này cần có một cái tên, và tôi đã chọn tên gọi Hậu Ấn tượng, đó là cái tên mơ hồ nhất và ít gây rắc rối nhất. Cái tên này chỉ đơn thuần xác định thời gian hoạt động của họ so với phong trào Ấn tượng." 

## Tác phẩm tiêu biểu

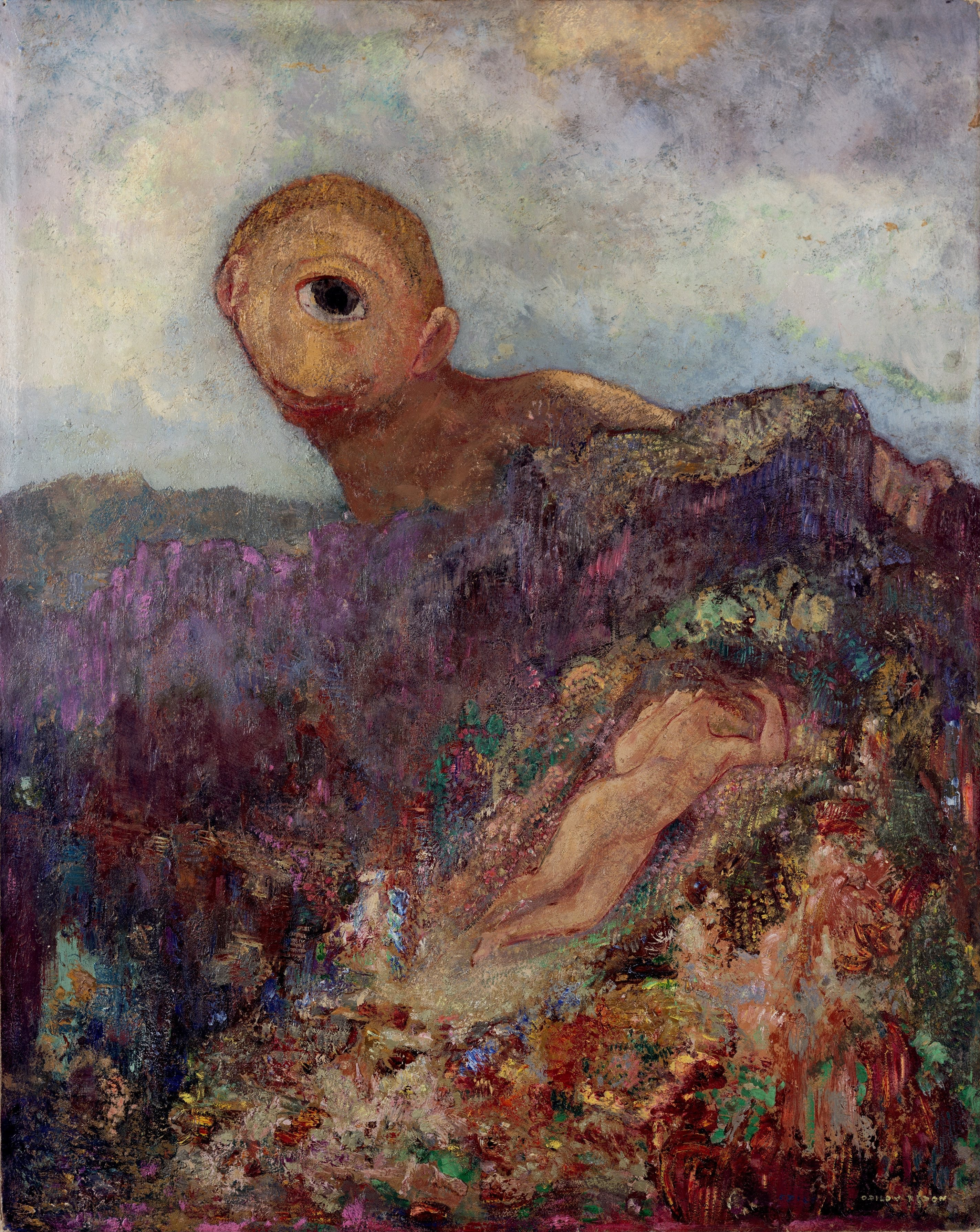
Odilon Redon (1840–1916)
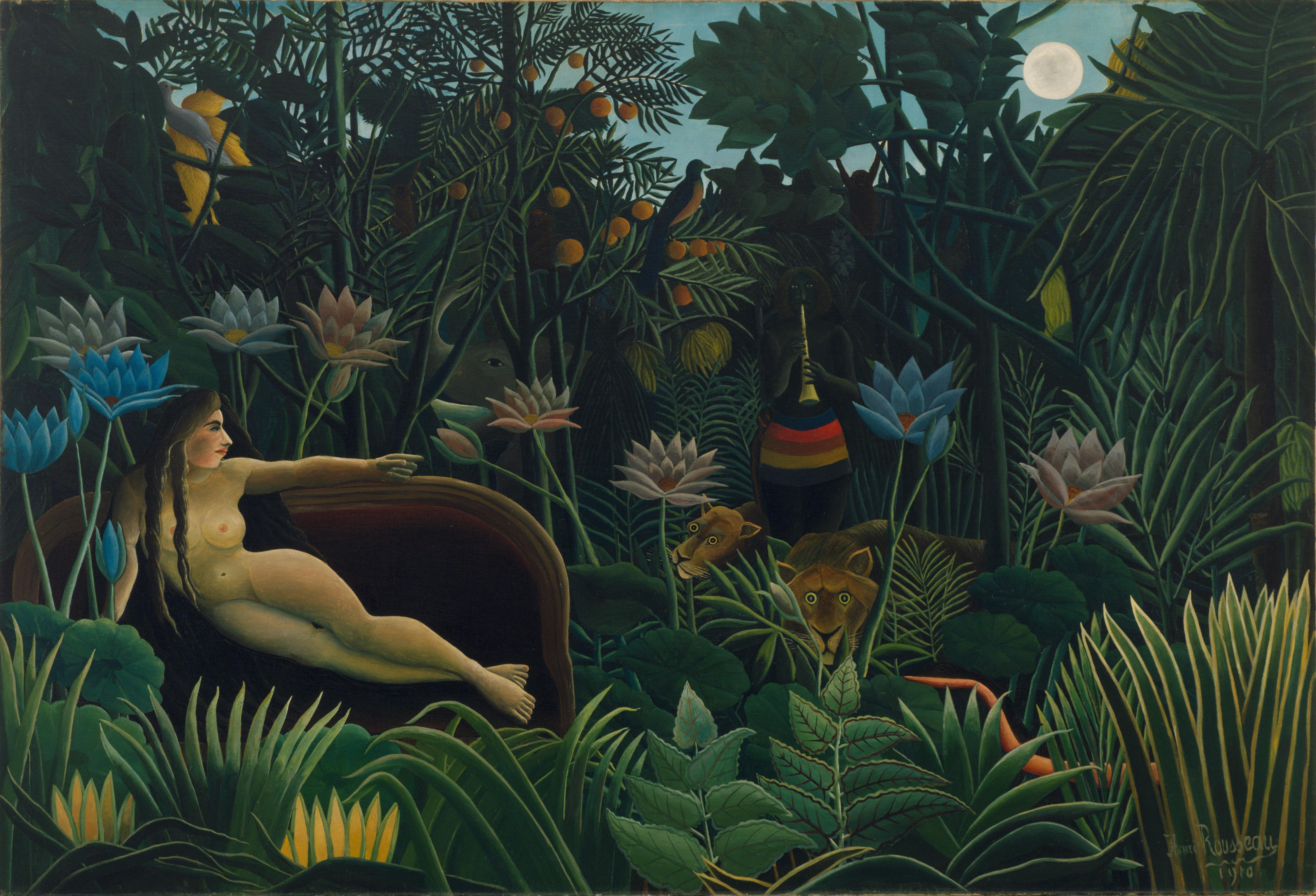
Henri Rousseau (1844–1910)
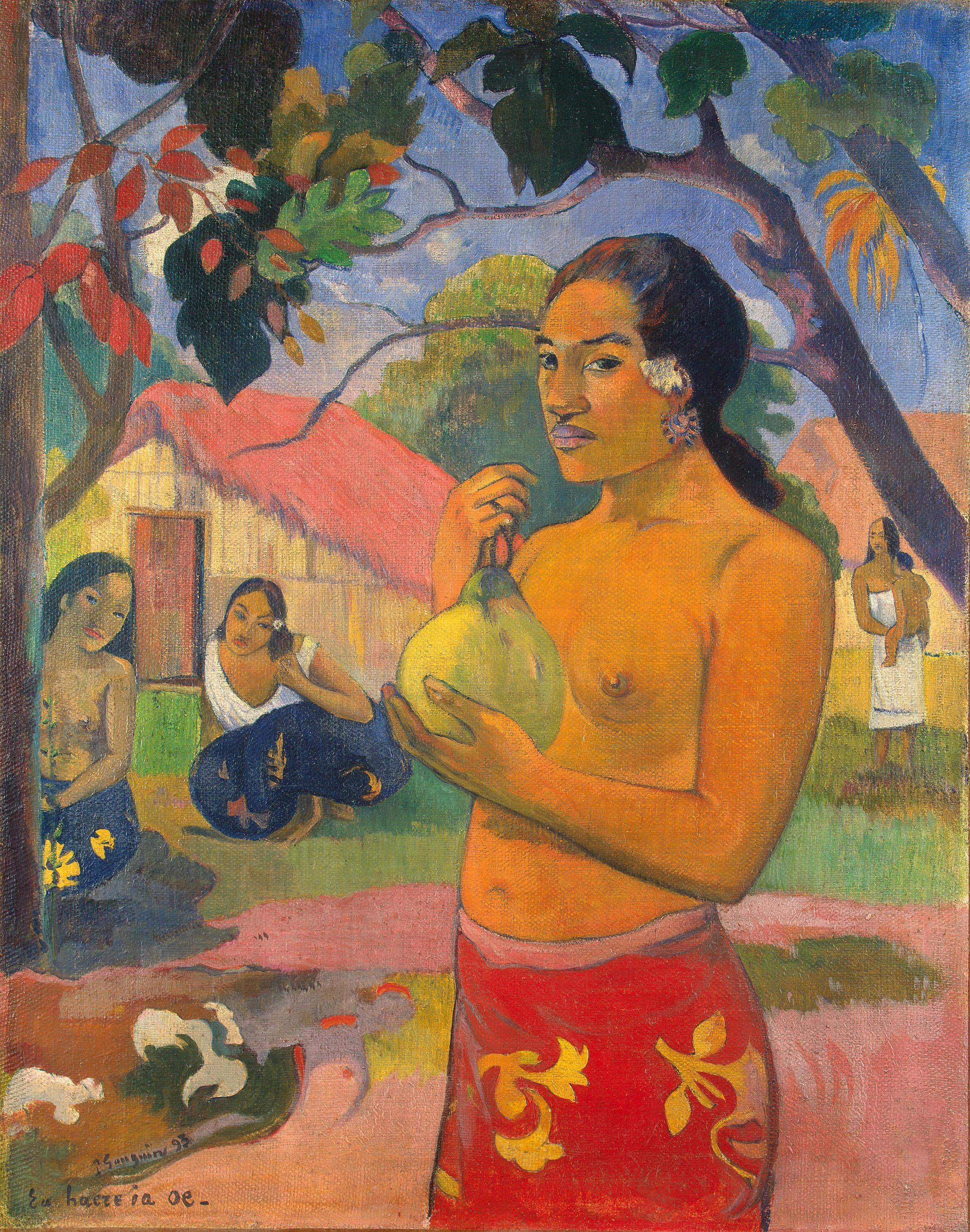
Paul Gauguin (1848–1903)
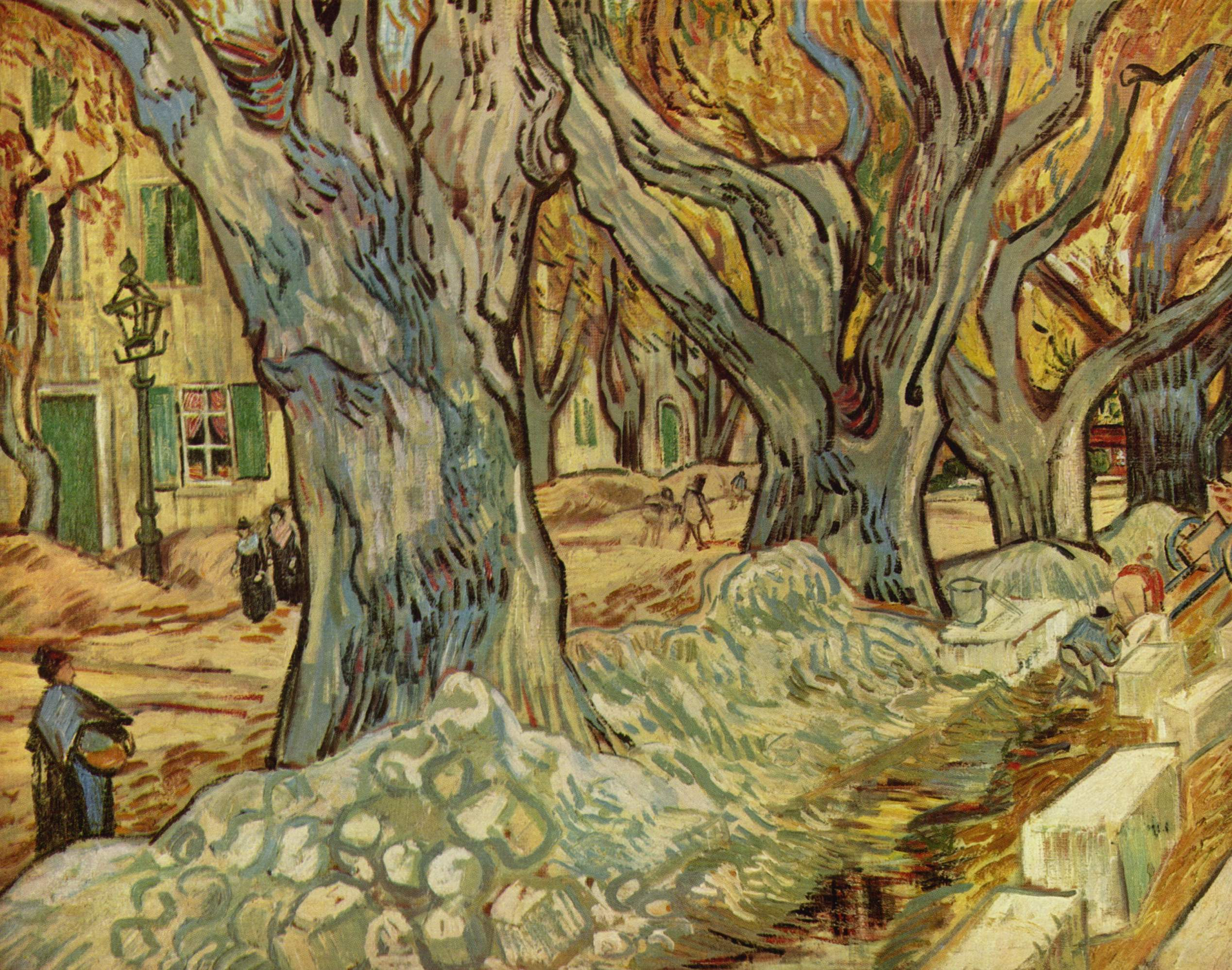
Vincent van Gogh (1853–1890)
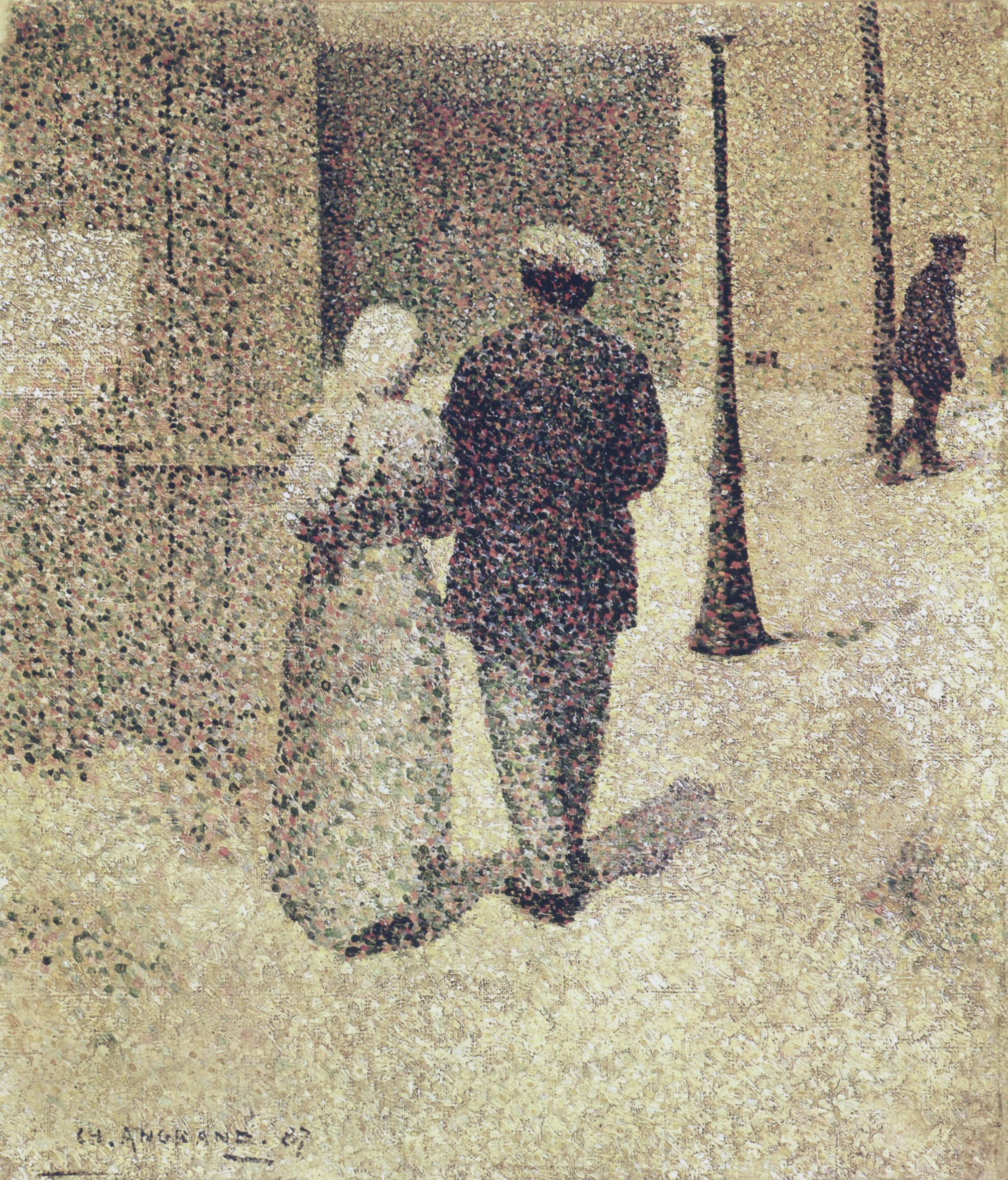
Charles Angrand (1854–1926)
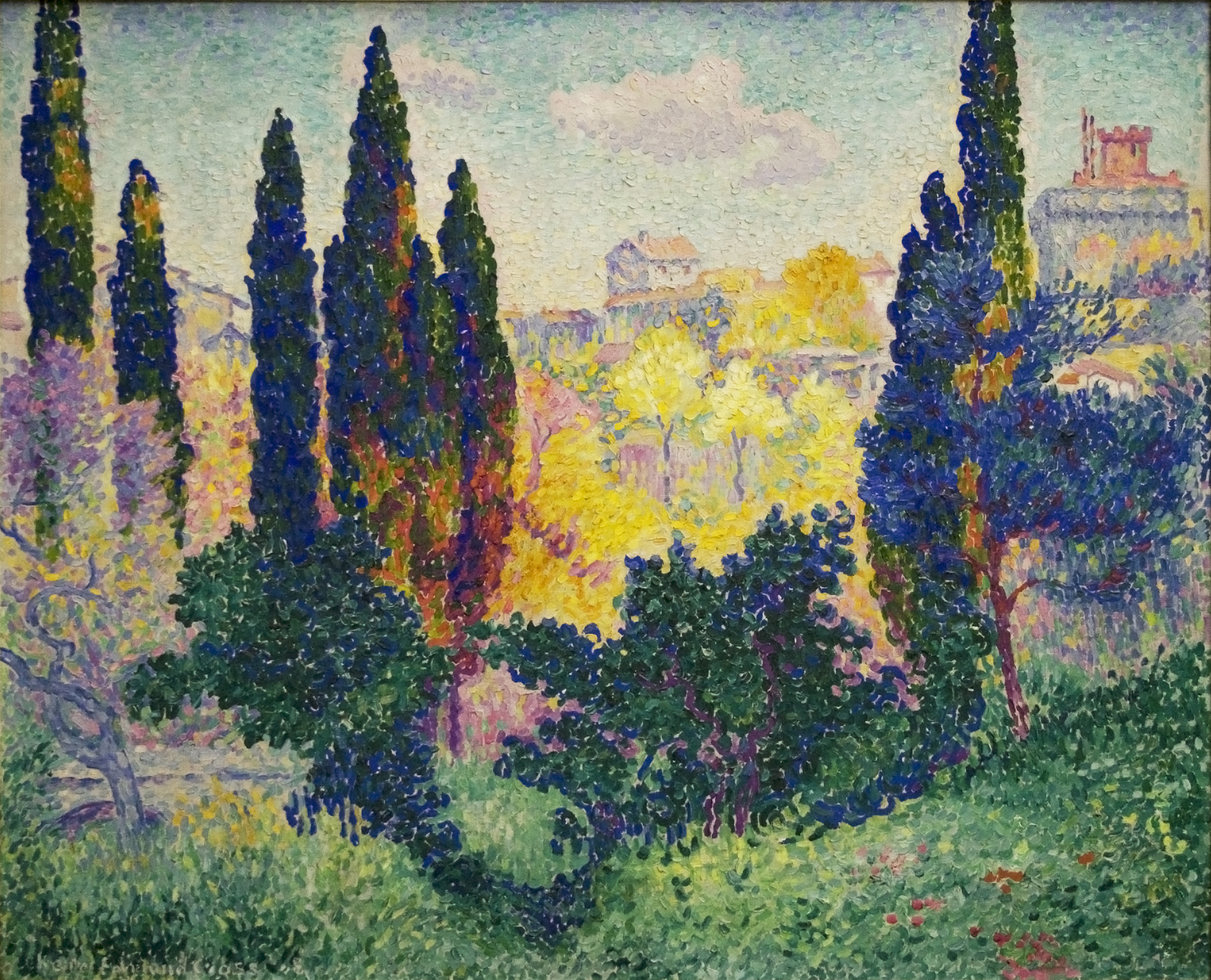
Henri-Edmond Cross (1856–1910)
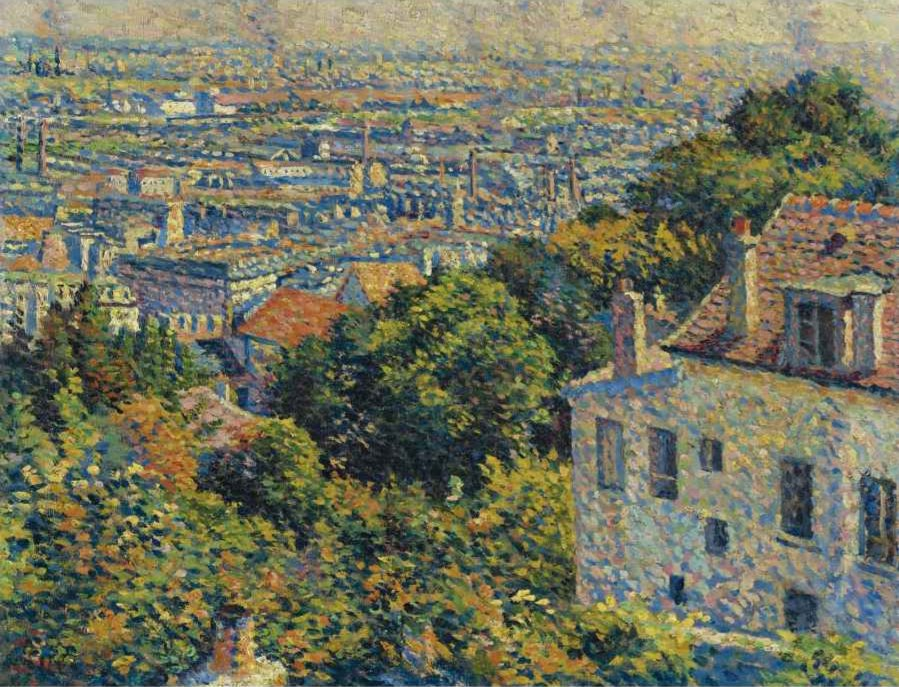
Maximilien Luce (1858–1941)
Georges Seurat (1859–1891
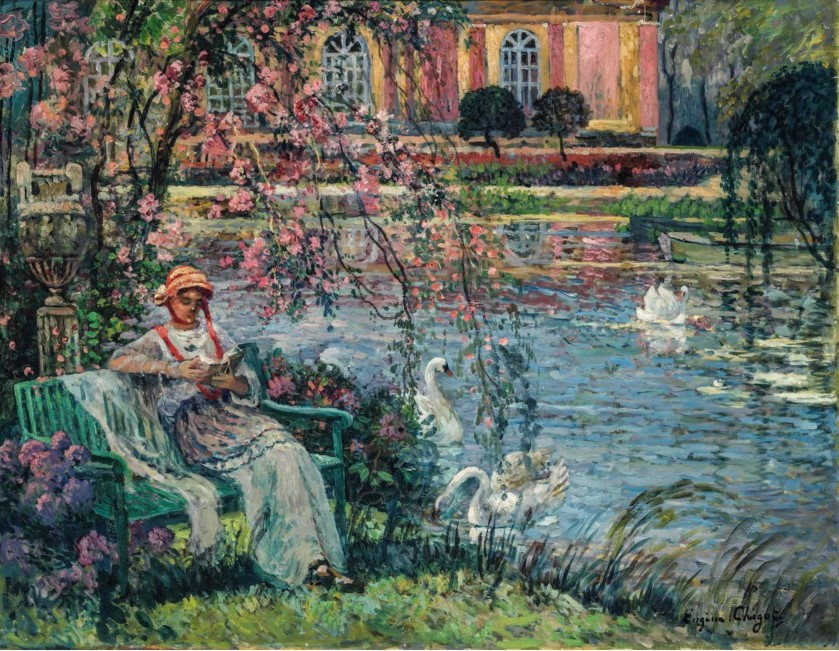
Eugène Chigot (1860-1923)
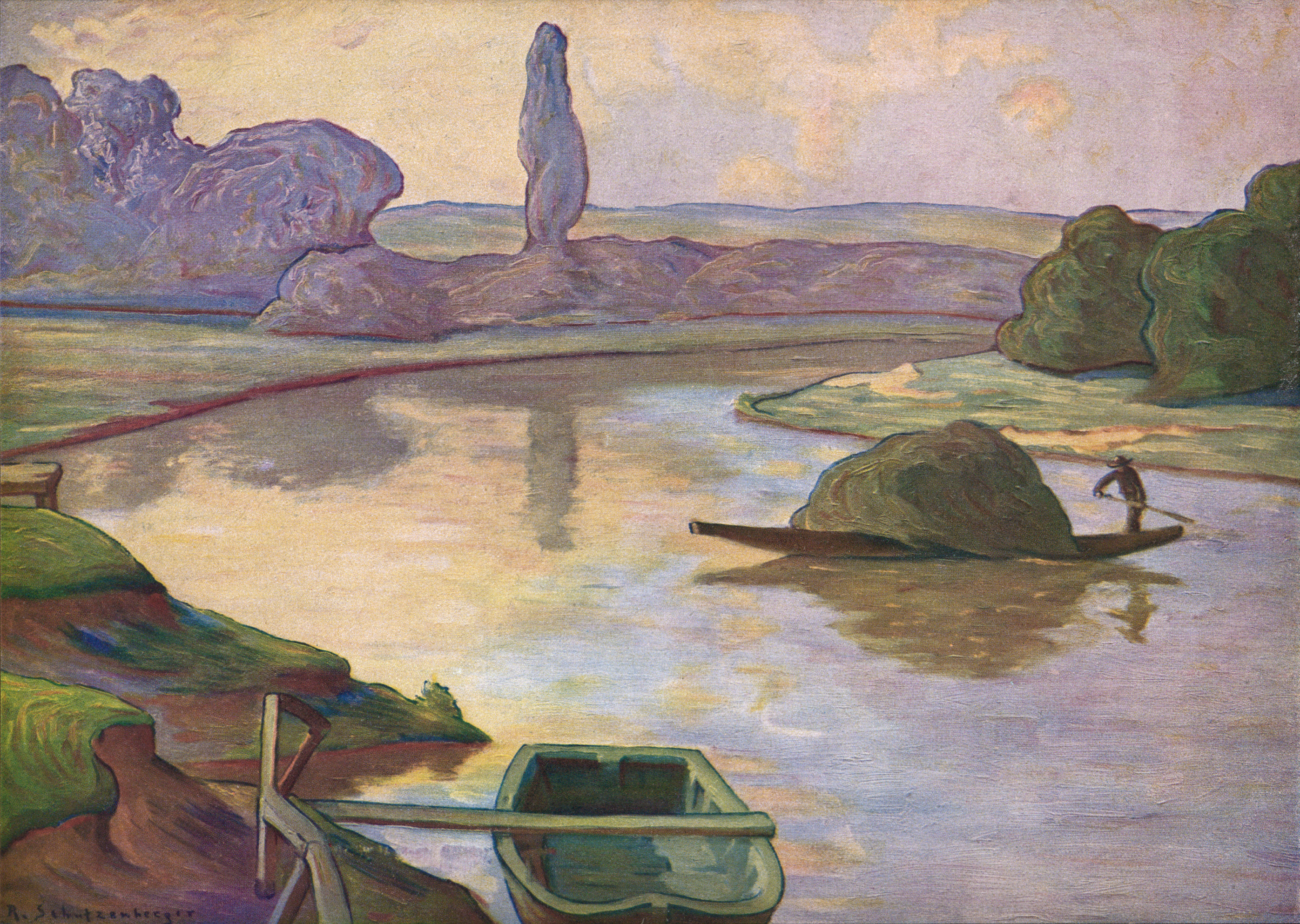
René Schützenberger (1860–1916)
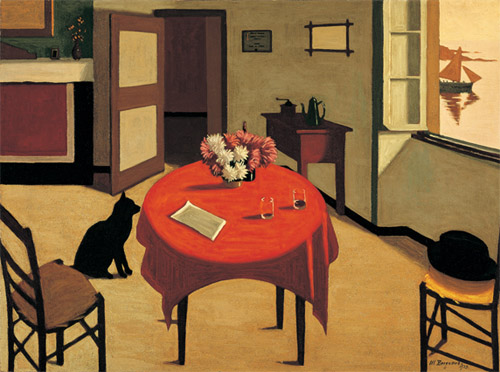
Marius Borgeaud (1861–1924)
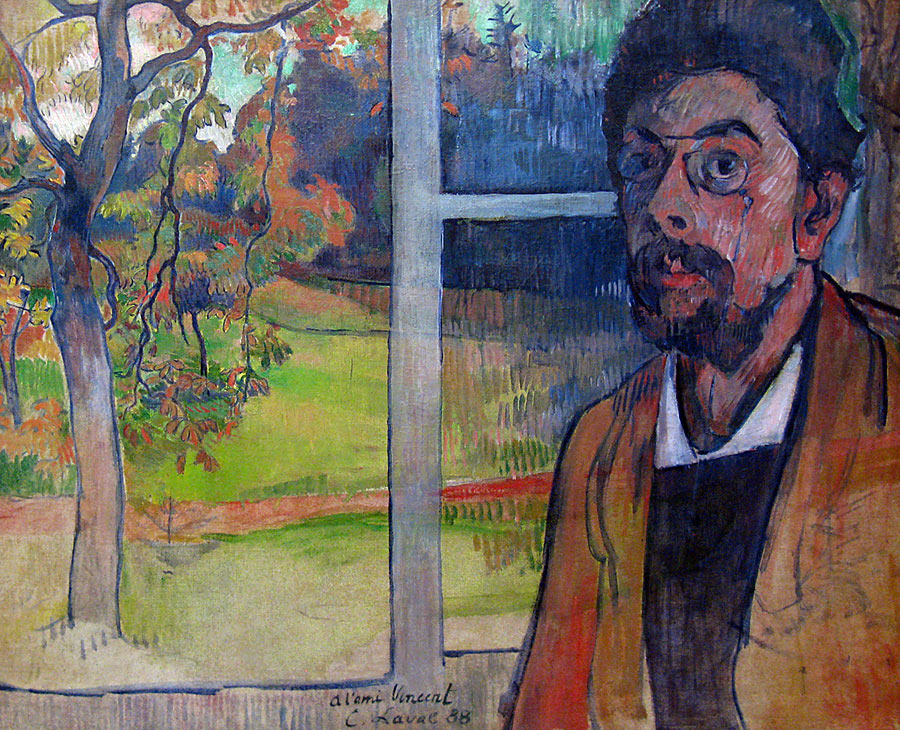
Charles Laval (1862–1894)
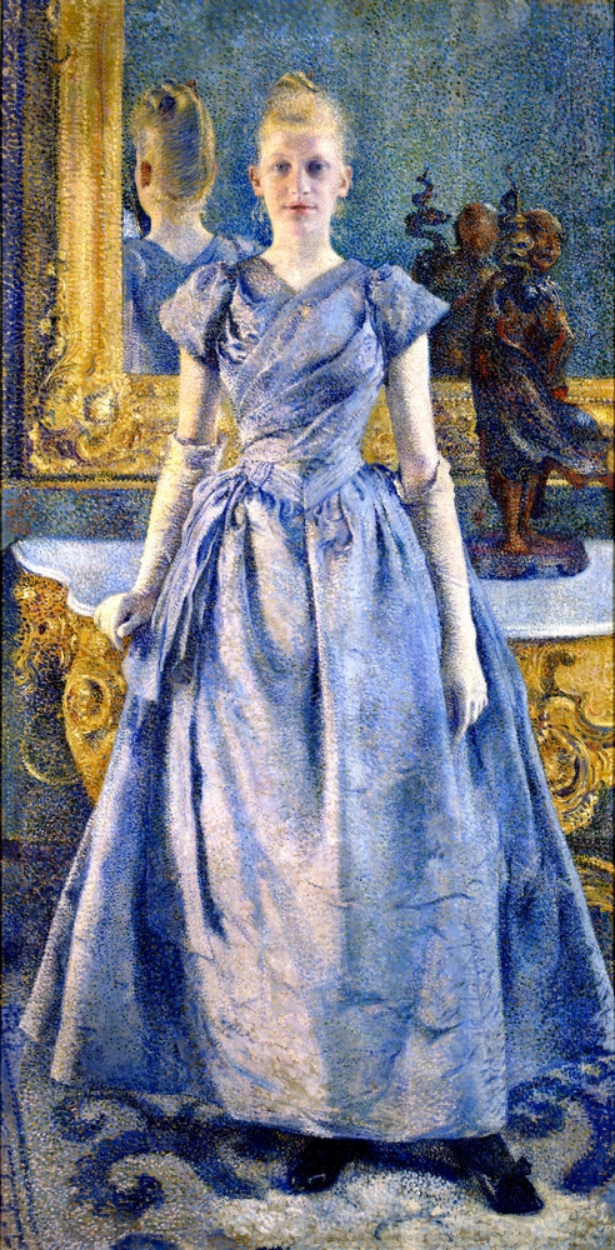
Théo van Rysselberghe (1862–1926)
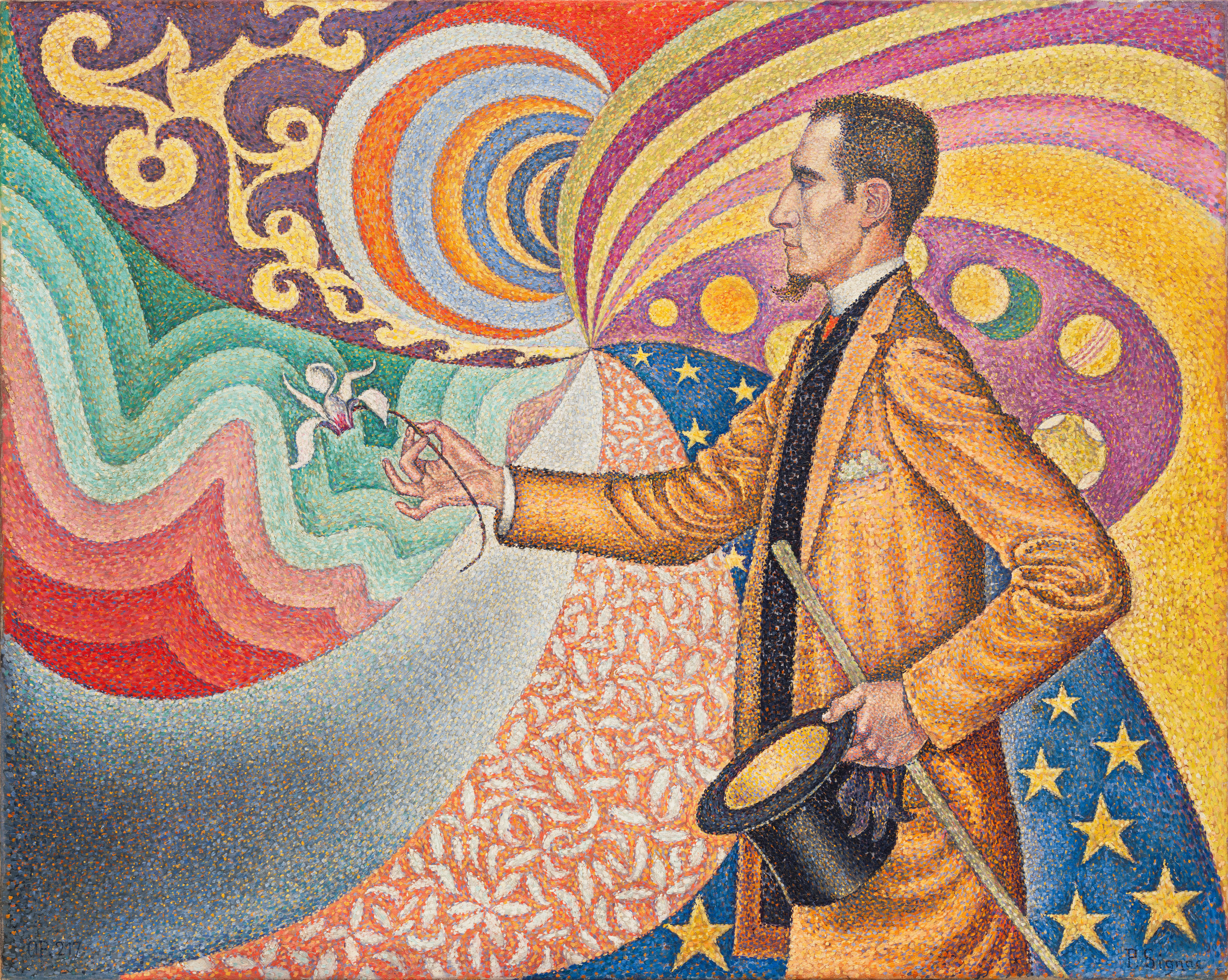
Paul Signac (1863–1935)
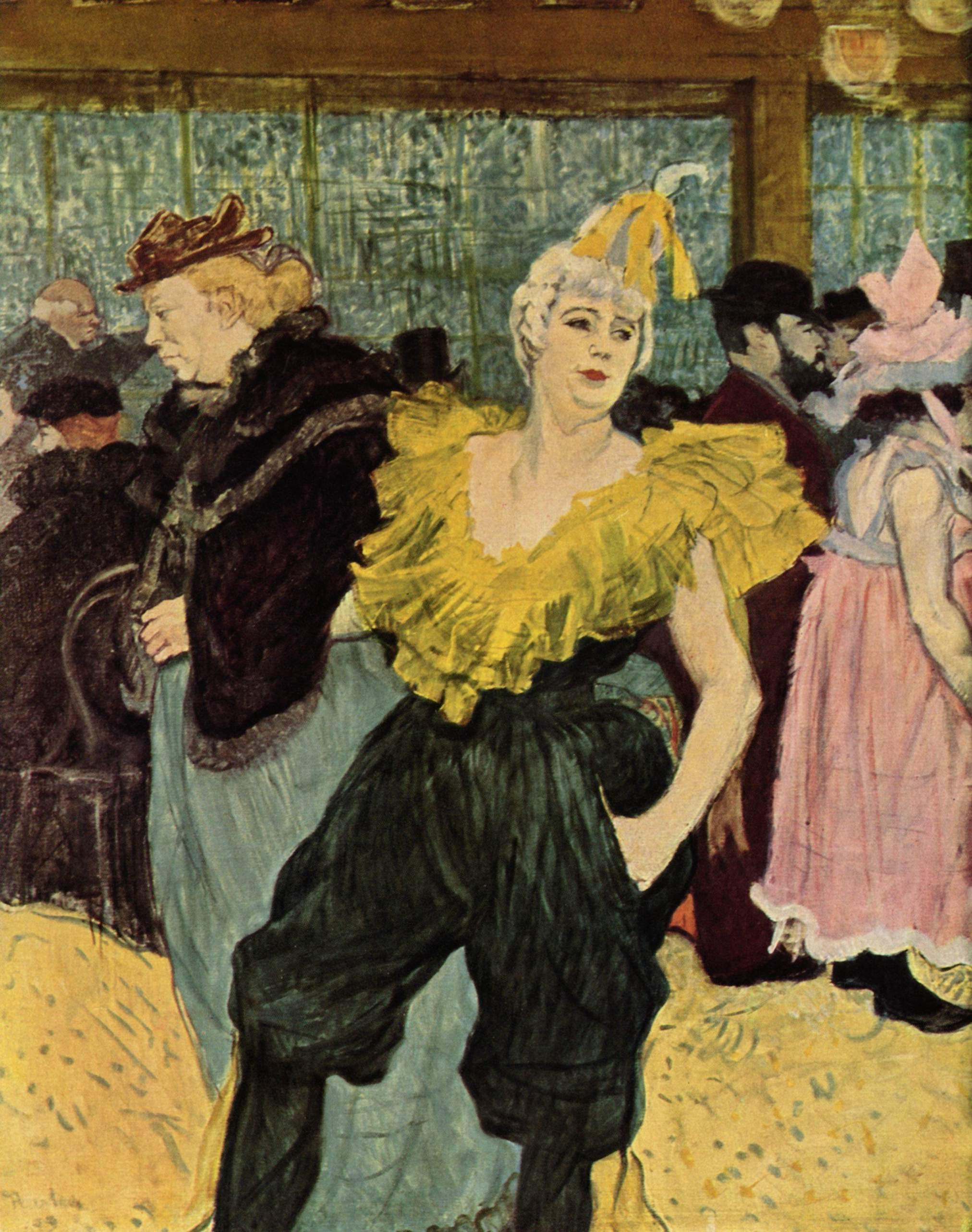
Henri de Toulouse-Lautrec (1864–1901)
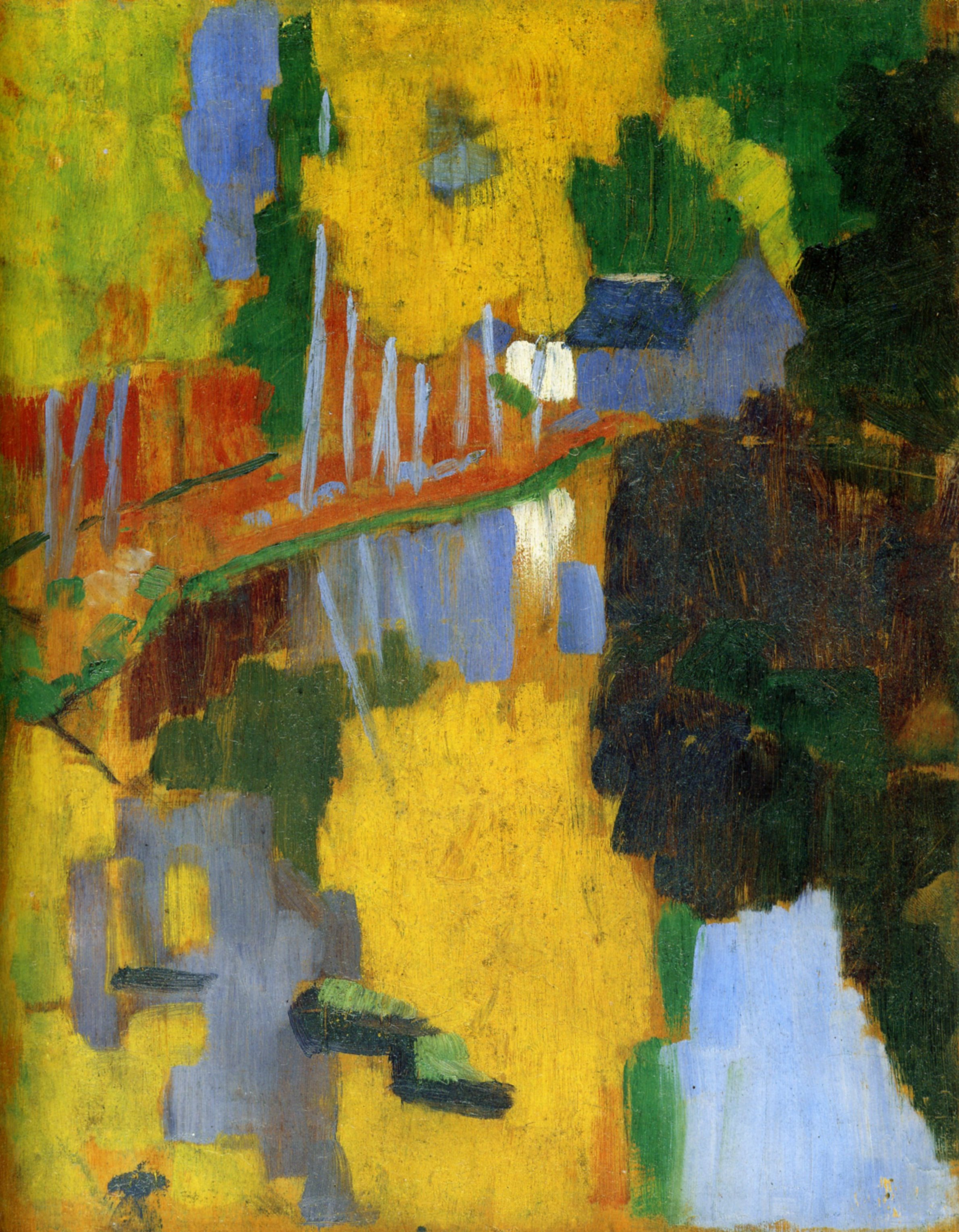
Paul Sérusier (1864–1927)
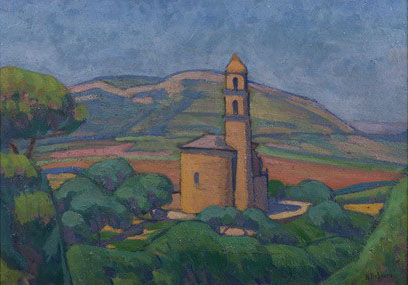
Robert Deborne (1870–1944)
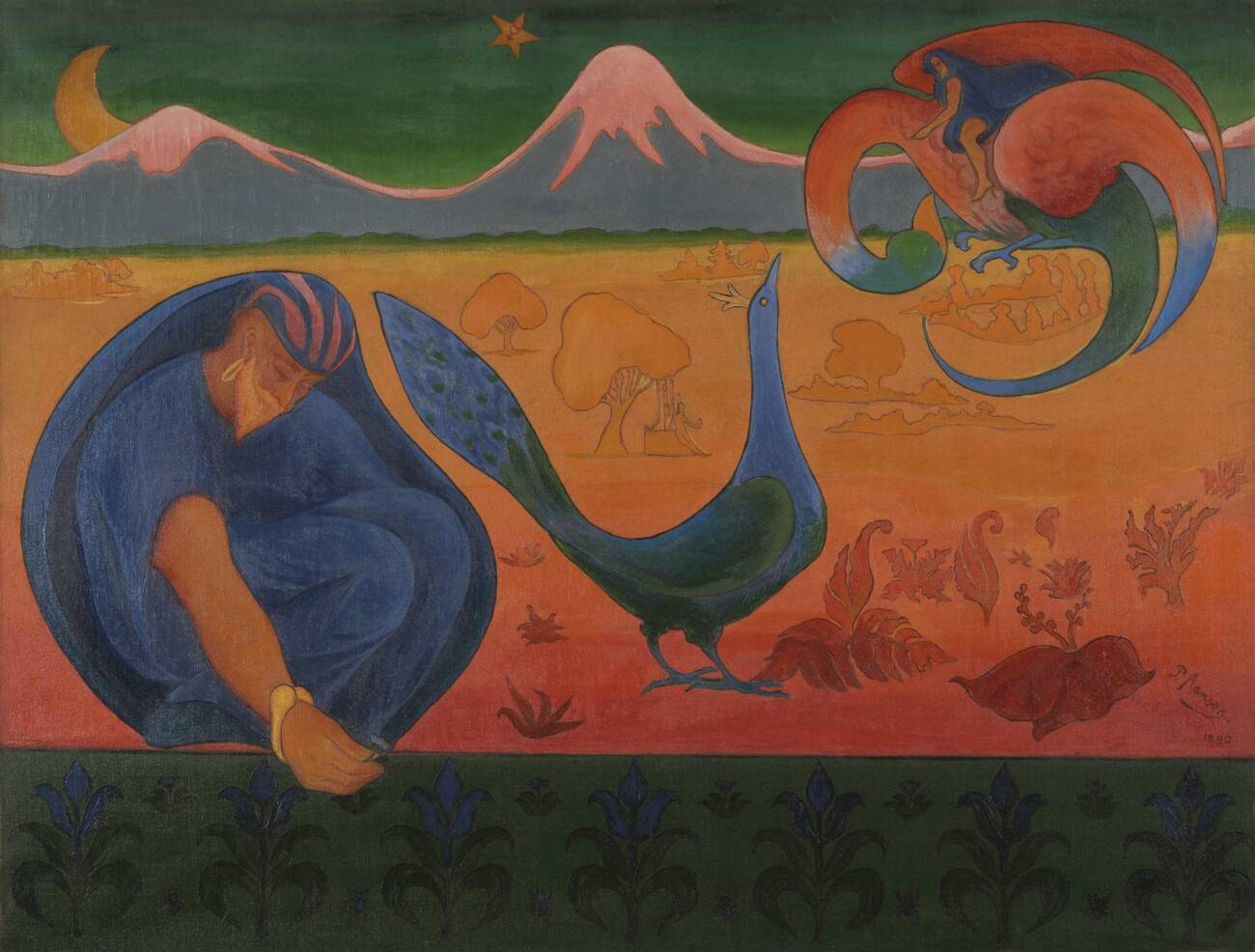
Paul Ranson (1864–1909)
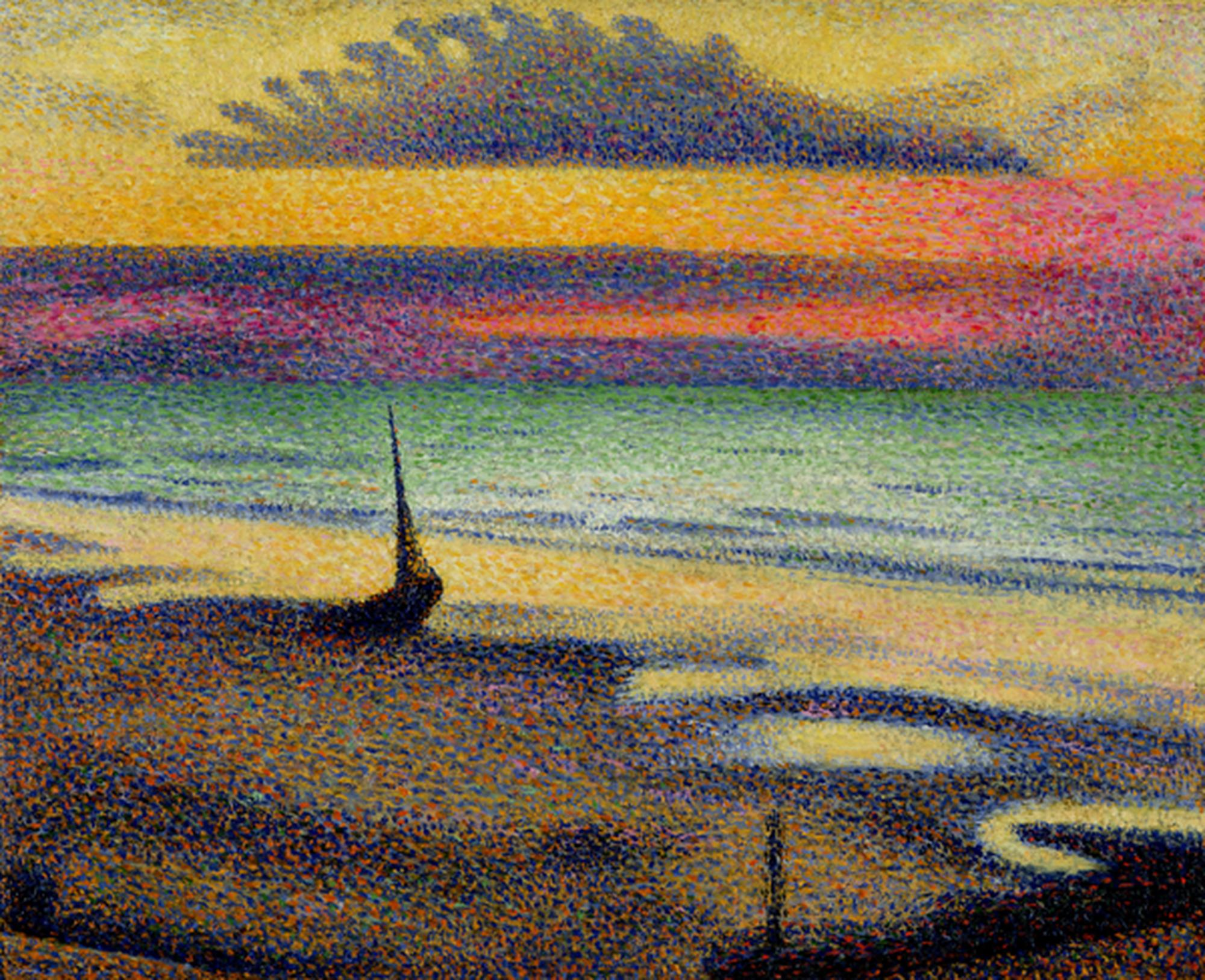
Georges Lemmen (1865–1916)
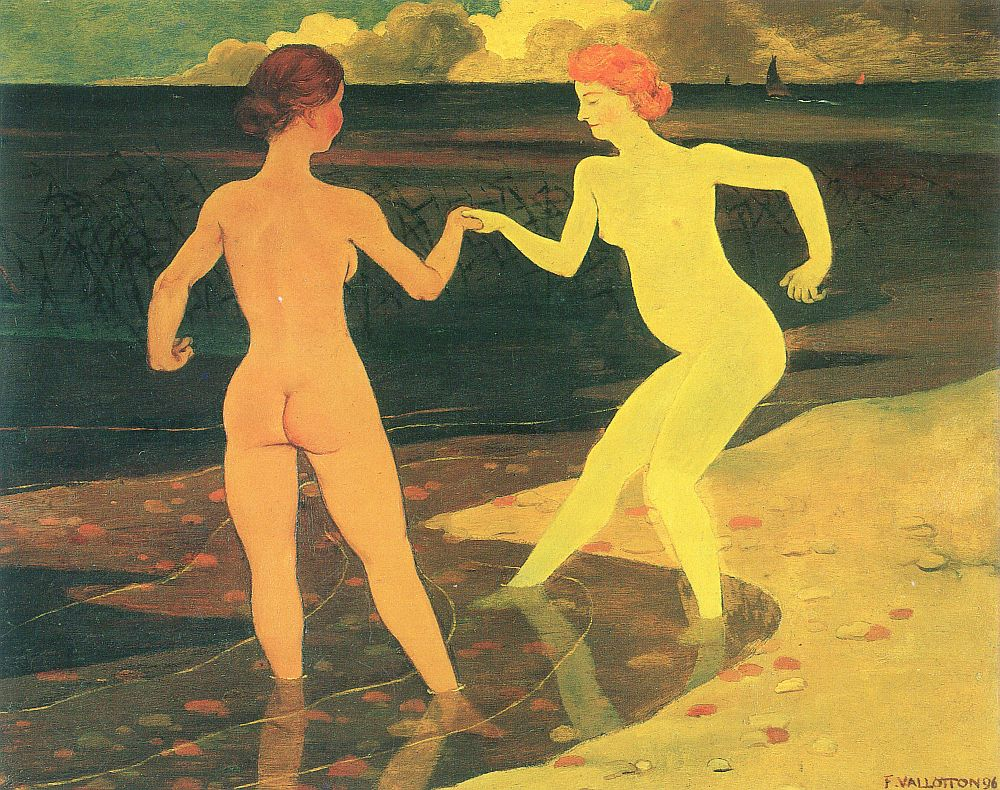
Félix Vallotton (1865–1925)
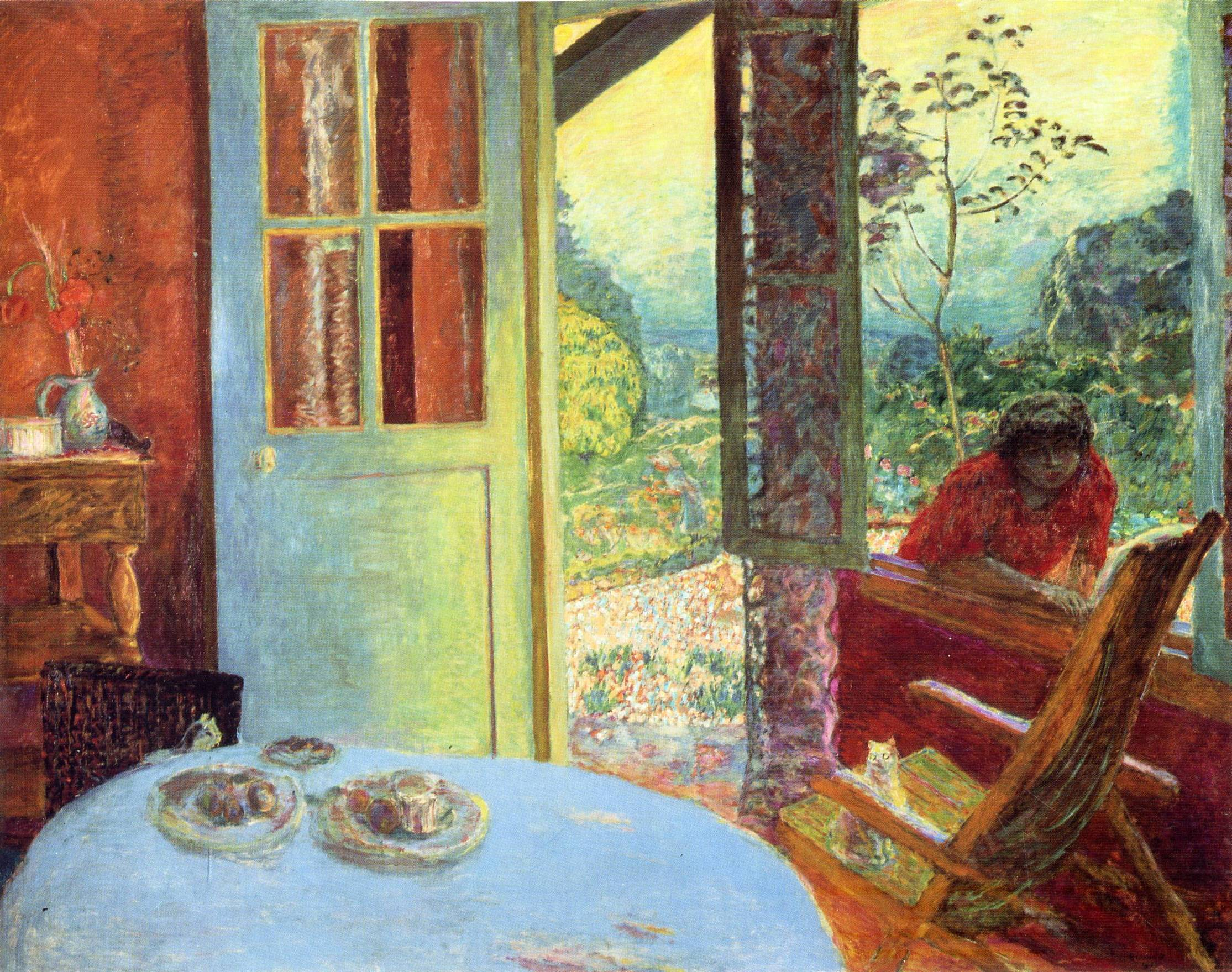
Pierre Bonnard (1867–1947)
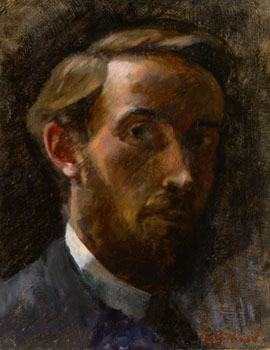
Édouard Vuillard (1868–1940)
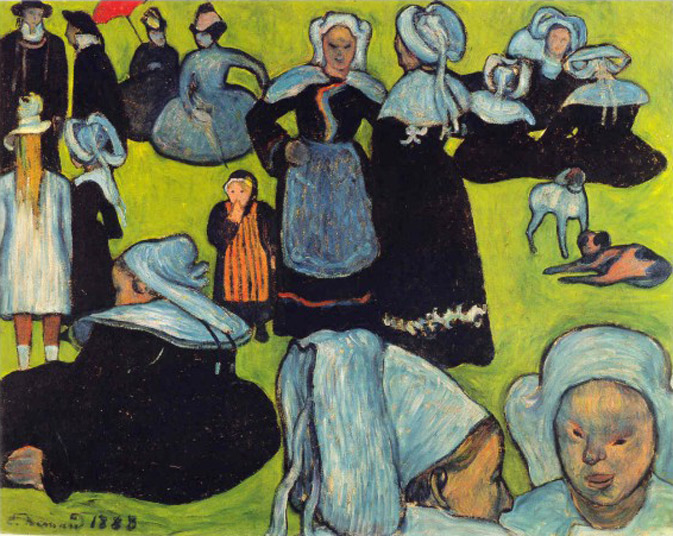
Émile Bernard (1868–1941)
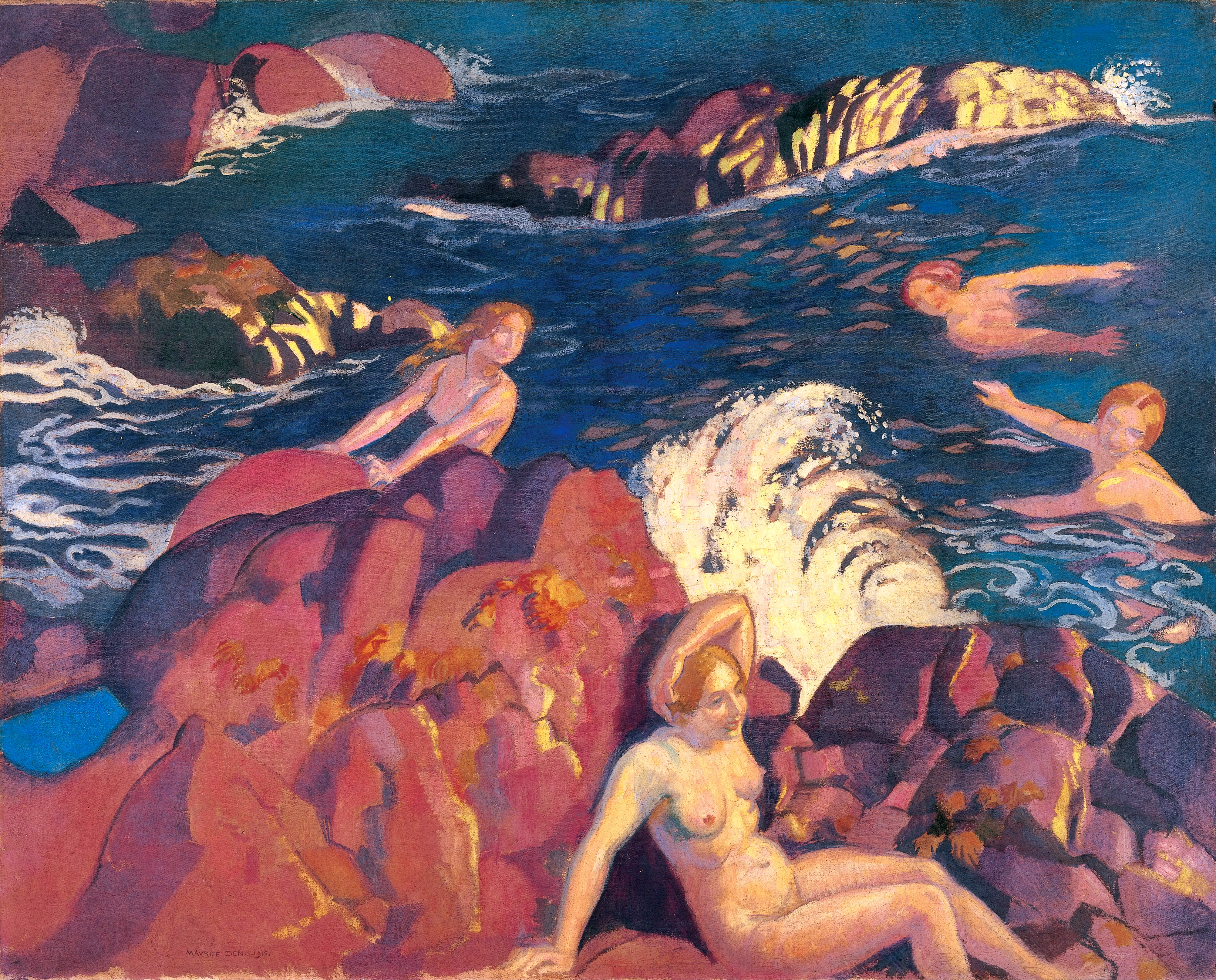
Maurice Denis (1870–1943)
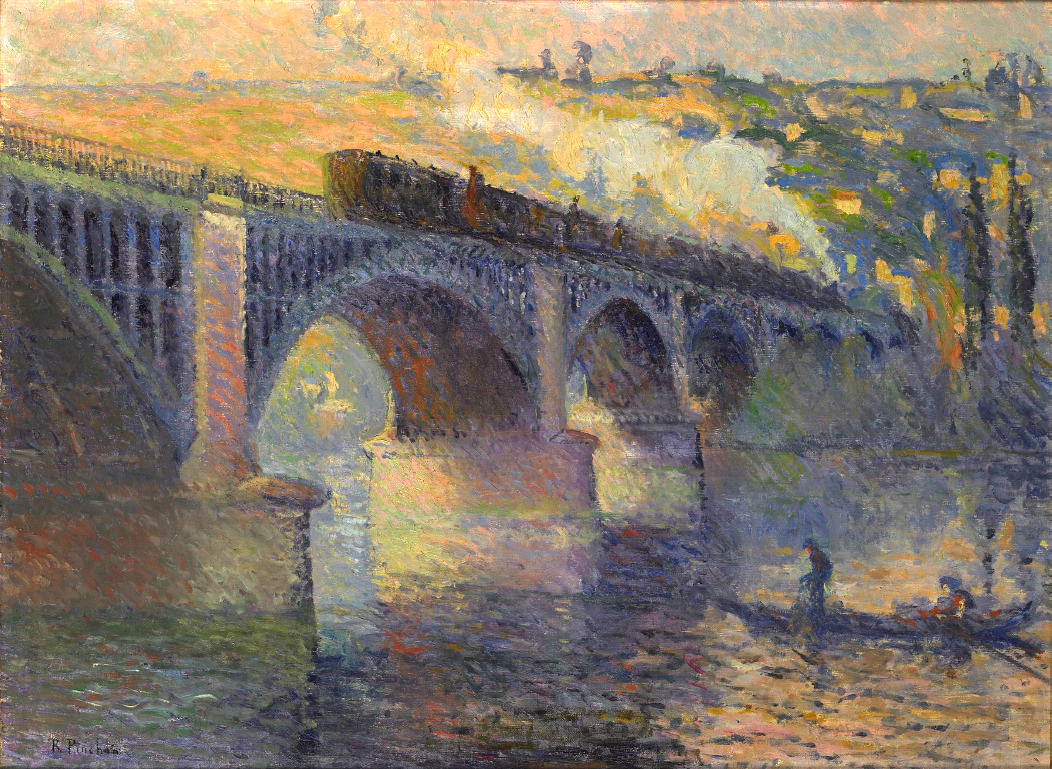
Robert Antoine Pinchon (1886–1943)